# Roland Douce
 (août 2020).
La mise en forme du texte ne suit pas les recommandations de Wikipédia : il faut le « wikifier ».
Les points d'amélioration suivants sont les cas les plus fréquents. Le détail des points à revoir est peut-être précisé sur la page de discussion.
- Les titres sont pré-formatés par le logiciel. Ils ne sont ni en capitales, ni en gras.
- Le texte ne doit pas être écrit en capitales (les noms de famille non plus), ni en gras, ni en italique, ni en « petit »…
- Le gras n'est utilisé que pour surligner le titre de l'article dans l'introduction, une seule fois.
- L'italique est rarement utilisé : mots en langue étrangère, titres d'œuvres, noms de bateaux, etc.
- Les citations ne sont pas en italique mais en corps de texte normal. Elles sont entourées par des guillemets français : « et ».
- Les listes à puces sont à éviter, des paragraphes rédigés étant largement préférés. Les tableaux sont à réserver à la présentation de données structurées (résultats, etc.).
- Les appels de note de bas de page (petits chiffres en exposant, introduits par l'outil «  Source ») sont à placer entre la fin de phrase et le point final[comme ça].
- Les liens internes (vers d'autres articles de Wikipédia) sont à choisir avec parcimonie. Créez des liens vers des articles approfondissant le sujet. Les termes génériques sans rapport avec le sujet sont à éviter, ainsi que les répétitions de liens vers un même terme.
- Les liens externes sont à placer uniquement dans une section « Liens externes », à la fin de l'article. Ces liens sont à choisir avec parcimonie suivant les règles définies. Si un lien sert de source à l'article, son insertion dans le texte est à faire par les notes de bas de page.
- La présentation des références doit suivre les conventions bibliographiques. Il est recommandé d'utiliser les modèles {{Ouvrage}}, {{Chapitre}}, {{Article}}, {{Lien web}} et/ou {{Bibliographie}}. Le mode d'édition visuel peut mettre en forme automatiquement les références.
- Insérer une infobox (cadre d'informations à droite) n'est pas obligatoire pour parachever la mise en page.

Pour une aide détaillée, merci de consulter Aide:Wikification.
Si vous pensez que ces points ont été résolus, vous pouvez retirer ce bandeau et améliorer la mise en forme d'un autre article.
Roland Douce (né le 18 mai 1939 à Saint-Maur-des-Fossés et décédé le 4 novembre 2018 à La Tronche) a créé avec ses élèves, à Grenoble, un centre de biologie végétale de réputation mondiale, focalisé sur la biologie des chloroplastes et des mitochondries et leurs rôles dans le métabolisme des plantes en conditions physiologiques normales ou de stress.

## Biographie
Études secondaires au lycée Marcelin-Berthelot et au collège d’Arsonval à Saint-Maur, baccalauréat sciences expérimentales, 1958. Études supérieures à l’Université de Paris, licence de sciences naturelles, 1961, thèse de doctorat d’état, Université de Paris, 1970 « Structure, localisation et métabolisme du diphosphatidylglycérol, ou cardiolipine, dans les plantes ».

## Postes occupés
- Assistant, Université de Paris, 1961,
- Maitre-assistant, université de Paris, 1965.
- Post Doctoral Fellow, 1970 à 1972, à la Johnson Research Foundation à Philadelphie dans le groupe du Professeur Walter D. Bonner Jr.
- Assistant de recherche, 1972 à 1973 au Scripps Intitute of Oceanography, Université de Californie San Diego chez le Professeur Andrew A. Benson.
- Professeur Université de Grenoble, 1973-2004, professeur émérite après 2004.

## Responsabilités administratives
- Créateur et responsable du laboratoire de Physiologie cellulaire et végétale, Université de Grenoble, associé au CNRS, au CEA et à l’INRA jusqu’en 1991.
- Conseiller scientifique au CEA, 1979.
- Conseiller scientifique de Rhône-Poulenc-Agrochimie, 1982.
- Créateur et responsable de l’unité mixte de recherche CNRS-Rhône-Poulenc-Agrochimie, 1985-1997.
- Chef du département de Physiologie Végétale de l’INRA, 1985-1990.
- Directeur des recherches à l’ENS Lyon (École Normale Supérieure de Lyon), 1995-1998.
- Directeur de l’Institut de Biologie Structurale Jean-Pierre Ebel de Grenoble de 2002-2005.

Outre ces responsabilités, il a participé à de nombreux comités scientifiques, dont le comité national du CNRS.

## Activités d’enseignement
Roland Douce a enseigné à tous les niveaux universitaires. Il était un enseignant hors-pair, passionnant et passionné. Il a marqué profondément nombre de ses étudiants. Il était membre senior de l’Institut Universitaire de France, 1992-2002.

## Publications
Auteurs de près de 250 articles scientifiques dans des revues internationales à comité de lecture et de nombreux articles de revue ou de chapitres d’ouvrage. Principales revues : Biochemical J (35), Journal of Biological Chemistry (27), European Journal of Biochemistry (20), Proceeding National Academy of Sciences USA (12), Plant Physiology (50), Biochemistry (8), Biochemica Biophysica Acta (13), FEBS letters (14), Archives of Biochemistry and Biophysic (13)…

## Domaines de compétence
Physiologie cellulaire et de la plante entière, spécialiste des chloroplastes et des mitochondries, du métabolisme cellulaire, en particulier du métabolisme énergétique, de la biosynthèse des acides aminés et des vitamines. Biochimie, biologie moléculaire et biologie structurale. Botanique et ornithologie.

## Principales découvertes
La première contribution de Roland Douce fut la caractérisation de la cardiolipine, le lipide majeur de la membrane des mitochondries des plantes et des animaux, comme étant la phosphatidyl éthanolamine.
Il a ensuite considérablement amélioré les méthodes de purification des chloroplastes et des mitochondries, et obtenu les premières préparations d’enveloppes,. Il a été le premier à montrer que l’enveloppe des chloroplastes est le siège de la biosynthèse des galactolipides et en particulier du MGDG, le monogalactosyldiacylglycérol. Avec son équipe, il va caractériser les composants lipidiques  et protéiques de l’enveloppe des plastes. Il réussira à séparer l’enveloppe interne de l’enveloppe externe. Ce travail ouvrira la voie à une analyse détaillée du chloroplaste, de ses enveloppes et de ses fonctions, , . Plusieurs des gènes des protéines de l’enveloppe seront clonés, dont celui de la MGDG synthase.
Un travail similaire sera réalisé sur les mitochondries avec la mise au point d’une méthode de purification. Il sera ainsi possible de procéder à l’analyse fonctionnelle, en particulier celle des protéines impliquées dans la photorespiration et les sous-unités du complexe glycine-décarboxylase, ,. Chloroplastes et mitochondries sont impliqués dans la biosynthèse de plusieurs aminoacides et de vitamines. Roland Douce, en collaboration avec l’industrie va élucider les voies de biosynthèse de plusieurs aminoacides, et ainsi définir plusieurs cibles potentielles pour des molécules herbicides,, . De même, il va élucider les voies de biosynthèse de la biotine  et de l’acide tétrahydrofolique  (vitamine B12).
Le dernier volet du travail de Roland Douce porte sur le métabolisme de la plante, en conditions physiologiques normales, ou en conditions de stress (carence nutritive, stress lumineux ou thermique), . Dans ce travail, il a largement contribué à promouvoir l’usage de la résonance magnétique nucléaire en physiologie végétale.
Roland Douce était un passionné de montagne et il a largement contribué à rénover et développer le jardin botanique du col du Lautaret, et à y installé un laboratoire de recherche, associé à l’université de Grenoble.
Il a été l’auteur, ou le coordinateur de plusieurs ouvrages ou rapports, sur les mitochondries végétales , sur le monde végétal, les plantes transgéniques, ou encore les hypothèses sur l’origine du vivant. Il a aussi coordonné deux volumes de la série Advances in Botanical Research sur la biosynthèse des vitamines,.

## Distinctions
- 1982 : Médaille d'argent du Centre National de la Recherche Scientifique (CNRS)
- 1990 : Correspondant de l'Académie des Sciences, Paris
- 1992-2002 : Membre senior de l'Institut universitaire de France (IUF)
- 1996 : Membre de l'Académie des Sciences, Paris, Section Biologie Intégrative
- 1995 : Foreign Correspondent Award of the American Society of Plant Biologists (ASPB)
- 1997 : Membre de la National Academy of Sciences (États-Unis)
- 2001: élu Senior Scientist à l'Université d'Oxford, au Royaume-Uni
- 2003 : Officier de l'Ordre national du Mérite, France
- 2009 : Officier de la Légion d'Honneur, France
- 2009 : Fellow de l'American Society of Plant Biologists (ASPB)
- 2013 : Lifetime Achievement Award for Photosynthesis of the Rebeiz Foundation, États-Unis
- 2015 : Commandeur de l'Ordre National du Mérite, France